# Mayako Kubo
Mayako Kubo (Kōbe, 5 de diciembre de 1947) es una pianista y compositora japonesa.

## Biografía
Mayako Kubo nació en Kōbe (Japón) y estudió piano en la Escuela Superior de Música de Osaka. En 1972 continuó sus estudios de composición con Roman Haubenstock-Ramati y Erich Urbanner en Viena, donde compuso sus primeras piezas de música de cinta en el Instituto de Electroacústica y Música Experimental. En la década de 1980 estudió con Helmut Lachenmann en Hannover y Stuttgart, y después musicología con Carl Dahlhaus en Berlín.
En 1989, Kubo se interesó por la dramaturgia y la interpretación teatral, y en 1990 se trasladó a Italia, aunque en 1994 volvió a vivir y trabajar en Berlín.

## Premios y reconocimientos
- 1978 – 1979 Ministerio Federal de Educación, Arte y Cultura: trabajo *beca
- 1979 Concurso Internacional de Música Electrónica y Experimental, *Bourges: premio
- 1980 Ciudad de Viena: beca de trabajo
- 1982 – 1983 Fundación Alban Berg : beca
- 1983 – 1984 Ministerio de Ciencia e Investigación de Baja Sajonia: beca para artistas (Schreyahn)
- 1989 Senado de la Cultura de Berlín: beca de trabajo
- 1999 Fundación Japón: becario
- 2000 – 2001 Bundesmusikakademie Rheinsberg: beca de trabajo
- 2002 Hanse Wissenschaftskolleg: becario
- 2004 Senado de Berlín: beca
- 2004 – 2007 Fundación Yaddo: beca
- 2006 Fundación Bogliasco: becario [4]

## Obras
Las obras seleccionadas incluyen:
- Rashomon, opera (1996; Japanese version 2002)[5]
- Osan – Secret of Love, opera (2003/2004)[6]adaptación de Shinjū: Ten no Amijima de Chikamatsu Monzaemon.
- Der Spinnfaden, opera (The Spinning Thread, 2010)
- Margeriten weiss in Flaschenbegleitung, scenic music (2004)
- Hyperion-Fragmente, music theatre (2001)
- 1. Symphony (1993/98)
- 2. Symphony (2000)
- Piano Concerto (1985/86)
- Sanriku-Lieder (2011)
- Mirlitonnades – 24 Lieder (2005)
- Solo für Kontrabass (2005)
- Berlinisches Tagebuch, piano cycle (1989/90)
- Yogi for mixed chorus a cappella (1980)

Su obra ha sido grabada y difundida en diversos medios, entre ellos:
- Wohin, Trío, Ensemble KU, Sello: Kreuzberg Records, 2011
- AtemPause, Cuarteto de guitarras, Sello: UNIMOZ, 2008
- Ópera Rashomon, Etiqueta: edición Ariadne, 1996
- Recital de piano: Ikeya-Fuchino – SOEGIJO, PG / GOURZI, K. / ERDMANN, D. / STAEMPFLI, E. / SIMON, A. / KUBO, M. (Berlinisches Tagebuch), Sello: Thorofon, 1991